# Vintar
Vintar è una municipalità di terza classe delle Filippine, situata nella Provincia di Ilocos Norte, nella Regione di Ilocos.
Vintar è formata da 33 baranggay:
- Abkir
- Alejo Malasig
- Alsem
- Bago
- Bulbulala
- Cabangaran
- Cabayo
- Cabisocolan
- Canaam
- Columbia
- Dagupan
- Dipilat
- Esperanza
- Ester
- Isic Isic
- Lubnac
- Mabanbanag

- Malampa (Peninaan-Malampa)
- Manarang
- Margaay
- Namoroc
- Parparoroc
- Parut
- Pedro F. Alviar (Diaton)
- Salsalamagui
- San Jose (Lipay)
- San Nicolas (Pob.)
- San Pedro (Pob.)
- San Ramon (Pob.)
- San Roque (Pob.)
- Santa Maria (Pob.)
- Tamdagan
- Visaya